# كمال عيد
كمال عيد (1931 في القاهرة - 14 يوليو 2022) كاتب مصري٬ درس بالمعهد العالي للفنون المسرحية بالقاهرة، وبأكادمية الفنون المسرحية بالمجر حصل على الدكتوراة في الأدب والفنون بأكاديمية العلوم المجرية، عمل أستاذاً بالمعهد العالي للفنون المسرحية ومخرجاً بهيئة المسرح و‌الموسيقى بالقاهرة٬ له العديد من الدراسات الفنية.

## من مؤلفاته
- دراسات في الأدب والمسرح.
- نظريات جديدة في الدراما.

## جوائز
- جائزة الدولة التقديرية في الآداب عام (2018)
- تكريم المركز القومي للمسرح والموسيقى والفنون الشعبية عام (2016)

## وصلات خارجية
- كمال عيد على موقع الدهليز
- كمال عيد على موقع قاعدة بيانات الأفلام العربية